# Boogie Boys
Boogie Boys – polski kwartet muzyczny wykonujący utwory w stylu boogie woogie, z domieszką czarnego bluesa. Zespół tworzą dwaj pianiści: Bartłomiej Szopiński (który odpowiada także za wokal oraz organy Hammonda) i Michał Cholewiński, kontrabasista Janusz Brzezinski oraz perkusista Miłosz Szulkowski. Do roku 2015 perkusistą był Szymon Szopiński. Z grupą współpracuje gitarzysta Piotr Bienkiewicz. Poznali się jesienią 2002 roku w Poznaniu. Koncertowali w większości krajów europejskich, występując u boku największych gwiazd bluesa i boogie woogie. Zagrali również na urodzinowym koncercie Vince'a Webera.
Boogie Boys występowali na festiwalowych scenach większości imprez boogie woogie na starym kontynencie. Supportowali m.in. przed Alem Copleyem, Aną Popović, Daną Gillespie, Erikiem Burdonem, Johnnym Rawlesem, a także MoFo Party Band.

## Dyskografia

### Revelation2004
(Flower Records)
1. "Boogie-woogie całą noc"
2. "Burza"
3. "Fortepian i Ja"
4. "Manoir de Sens Boogie"
5. "Fusion Boogie"
6. "Baby What You Want Me To Do"
7. "My Baby"
8. "Sunday Morning"
9. "Szła dzieweczka do laseczka" (drum solo)
10. "Ain't Got No Money"
11. "Oh Happy Day" (bonus)
12. "I Can't Help Falling In Love" (bonus)
13. "Boogie-woogie całą noc" (bonus)
14. "Szła dzieweczka do laseczka" (bonus)

### Hey You!2009
(Flower Records)
1. "All I Want"
2. "Nothin But The Queen"
3. "BB Are In Town"
4. "I Don't Love Her Any More"
5. "Hey You"
6. "Bad Trip"
7. "75"
8. "Nobody Knows Me"
9. "Snatch and Grab It"
10. "Something You Got"
11. "Keep The Blues Happy"

### Made In Cali2012
(Flower Records)
1. "That What Is All About"
2. "You Ain't Nothin But Fine"
3. "Where'd You Stay Last Night"
4. "First Take"
5. "Christmas With Me"
6. "Cool Breeze"
7. "Brothers Rag"
8. "She Stole My Car"
9. "Sugar"
10. "Big Time Downtown"
11. "Rollin' Or What?"